# Aize
Aize é uma comuna francesa na região administrativa do Centro, no departamento Indre. Estende-se por uma área de 16,38 km². Em 2010 a comuna tinha 117 habitantes (densidade: 7,1 hab./km²).